# Lőkösháza
Lőkösháza je obec na jihovýchodě Maďarska v okrese Gyula v župě Békes. Nachází se zde železniční hraniční přechod do 11 kilometrů vzdálené rumunské obce Curtici na významné mezinárodní trati Budapešť - Arad - Bukurešť. Nejbližší silniční přechod se však nachází až ve 30 km vzdáleném městě Battonya.